# Royaume du Bénin
Pour les articles homonymes, voir Bénin (homonymie).
 (janvier 2014).
Si vous disposez d'ouvrages ou d'articles de référence ou si vous connaissez des sites web de qualité traitant du thème abordé ici, merci de compléter l'article en donnant les références utiles à sa vérifiabilité et en les liant à la section « Notes et références ».
XIIe siècle – 1897
Entités précédentes :
- Rois ogiso de l'Igodomigodo (en)

Entités suivantes :
- Protectorat du Nigeria du Sud

Le royaume du Bénin était un État d'Afrique de l'Ouest côtière dominé par les Edos, une ethnie dont une tradition dynastique survit encore aujourd'hui : Oba du Bénin.

## Nom

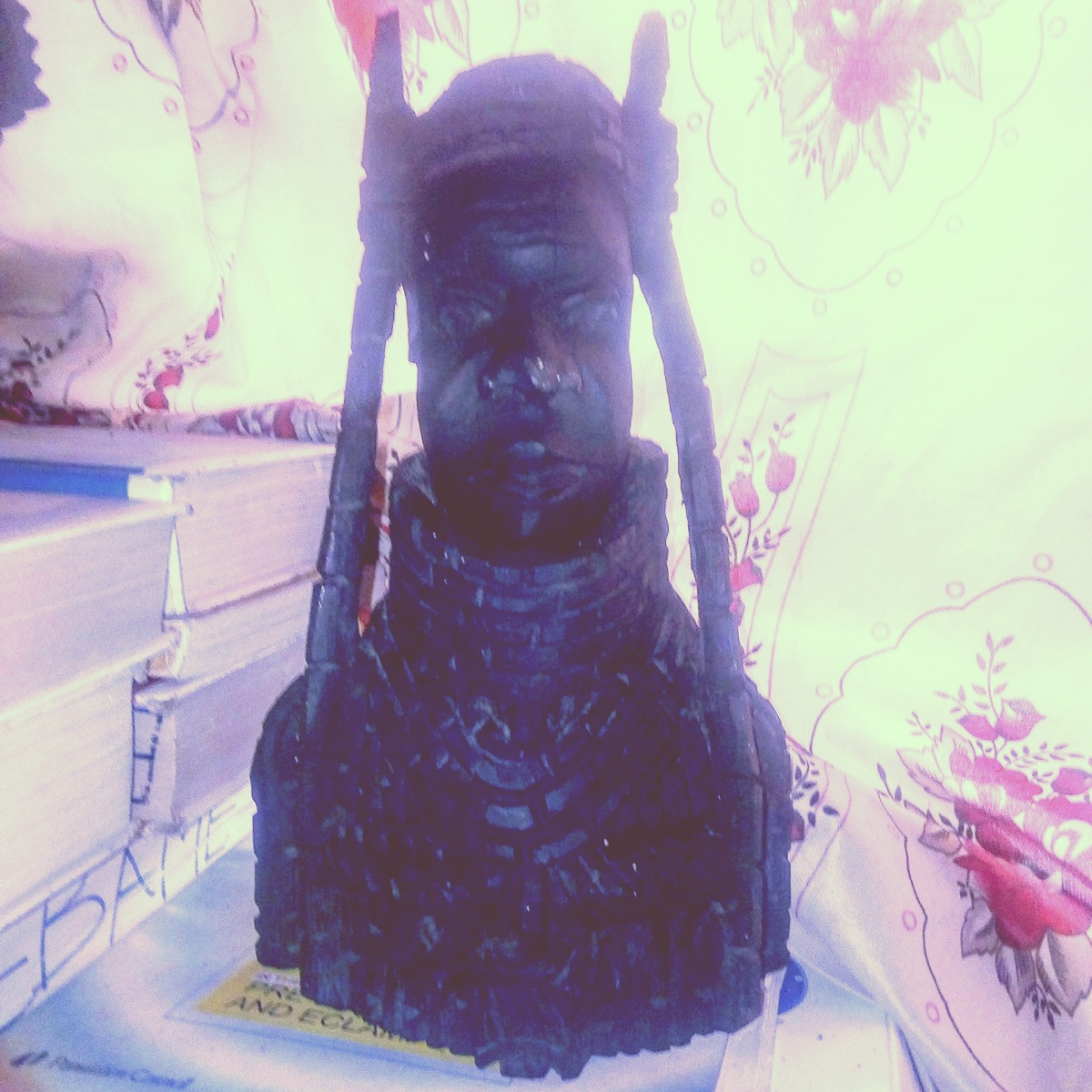
Photo d'une sculpture en bois d’Oba Ewuare le Grand. L’un des rois-guerriers du royaume du Bénin.

Benin est la prononciation portugaise du mot itsekiri (en) Ubinu, qui signifie « capitale, siège de la royauté » et désignait la capitale Benin City. Le nom Ubinu vient lui-même du mot yoruba oba, qui signifie « gouverneur », et qui désigne chez les Yorubas un personnage sacré. Selon la tradition, le titre oba aurait été adopté par la dynastie yoruba fondée par le prince Oranmiyan au XIIe siècle. Cette tradition orale ne permet pas de présumer quelle langue a fait un emprunt à l'autre[réf. nécessaire].
Les souverains Édo usaient auparavant du titre de Ogiso, qui signifie en langue édo « roi » ou « roi divin », littéralement « roi du ciel ». Ils appelaient leur royaume Igodo Migodo (en), du nom du légendaire fondateur en -355 de la dynastie des Ogiso, Igodo alias oba Godo. Fils d'un Ogiso exilé à Ifé, capitale des Yorubas, Oranmiyan aurait désigné son nouveau pays, avant d'en abandonner le trône à son fils Eweka et de s'exiler à son tour, comme Ile Ibinu, qui signifie en yoruba « terre de vexation ». Les jeux de mots insultants sont universellement utilisés pour désigner l'ennemi[réf. nécessaire].
L'hégémonie de la ville de Bénin habitée par les Édos (plus de cinq millions aujourd'hui) sur les trente trois autres chefferies de Langues edoïdes (aujourd'hui moins de 500 000 locuteurs chacune) est la raison pour laquelle les explorateurs portugais ont désigné l'ensemble de la région du nom de Bénin. Cependant cette hégémonie n'a pas toujours été, quand par exemple les Esan, littéralement les « Fugitifs », ont, pour fuir le gouvernement du roi Ewuare, fondé des colonies dissidentes. Ce n'est donc que par extension que le nom de Bénin a été conféré par la République de 1967 à ce qui a été renommé le 17 mars 1976 État de Bendel, contraction de Benin et Delta, puis scindé le 27 août 1991 en État d'Edo et État du Delta.
Le royaume a duré du XIIe siècle, à son invasion par l'Empire britannique en 1897, Son territoire correspond au sud-ouest de l'actuel Nigeria. Sur une carte hollandaise de 1705, réimprimée en 1907 par sir Alfred Jones, le pays noté grand Bénin correspond à la partie du Nigeria située au sud-ouest du fleuve Niger, du Bénin actuel et d'une partie du Togo[réf. nécessaire].

## Histoire

### Origines
La genèse du royaume est incertaine , car il n’y avait pas de trace écrite et la trace orale est au mieux assez fragmentaire.

### Ogisos
On appelle Ogisos (en edo « Roi du Ciel ») les plus anciens rois de l'ethnie Edo, connus principalement à travers la tradition orale, car les premiers Européens entrés en contact avec les Edos n'ont connu que la dynastie suivante, qui se perpétue jusqu'à notre époque. Pendant le règne des Ogisos, le pays se serait appelé Igodo Migodo (en), du nom d'un des premiers d'entre eux, Obagodo. La tradition voudrait qu'il y ait eu une trentaine d'Ogisos, dont les noms sont difficiles à établir pour beaucoup. Parmi eux, A Short Story of Benin de Jacob Egharevba, qui est une source souvent citée comme référence de l'histoire traditionnelle des Edos, en cite 14 :
- 1. Obagodo
- 2. Ere
- 3. Orire
- 4. Akhun-ankun-an
- 5. Ekpigho
- 6. Oria
- 7. Emose
- 8. Orhorho
- 9. Hennenden
- 10. Obioye
- 11. Arigho
- 12. Owodo

### Obas
Certains écrits racontent que les habitants d'Edo ont invité le prince Oranmiyan du royaume yoruba voisin de Ife pour les protéger de la tyrannie des Ogisos. D'autres versions prétendent que le prince Oranmiyan a dirigé une invasion qui a rejeté les Ogisos qui dirigeaient la région depuis -355. Il est généralement admis qu'Eweka, le fils d'Oranmiyan, fut le premier oba (roi) du Bénin.
Dans les premières étapes de l'émergence du Royaume, le pouvoir restait au concile des chefs, l'Uzama, avec le oba à leur tête. Sous le règne du oba Owedo, à la fin du XIIIe siècle le pouvoir commence à passer plus fermement dans les mains du oba.
La région du sud de l'Afrique de l'Ouest fut initiée à la technologie de la ferronnerie (ou elle la développa elle-même) à partir du IXe siècle de notre ère.
Le Royaume du Bénin a prospéré entre le XIe siècle et le XVe siècle.

### L'âge d'or

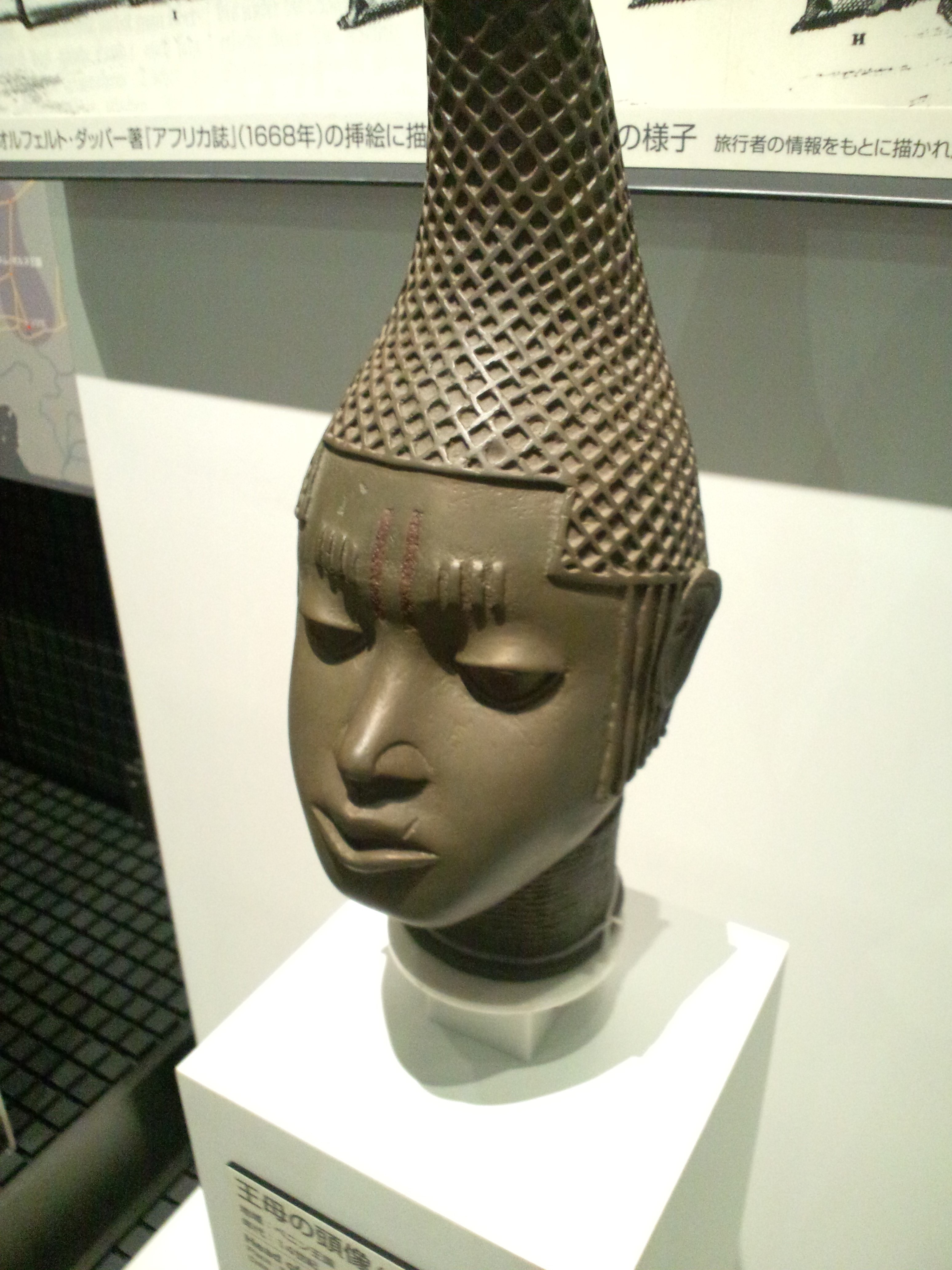
Tête d'une reine-mère, XIVe siècle (?). Réplique de l'original en bronze. Musée national d'ethnologie, Osaka.
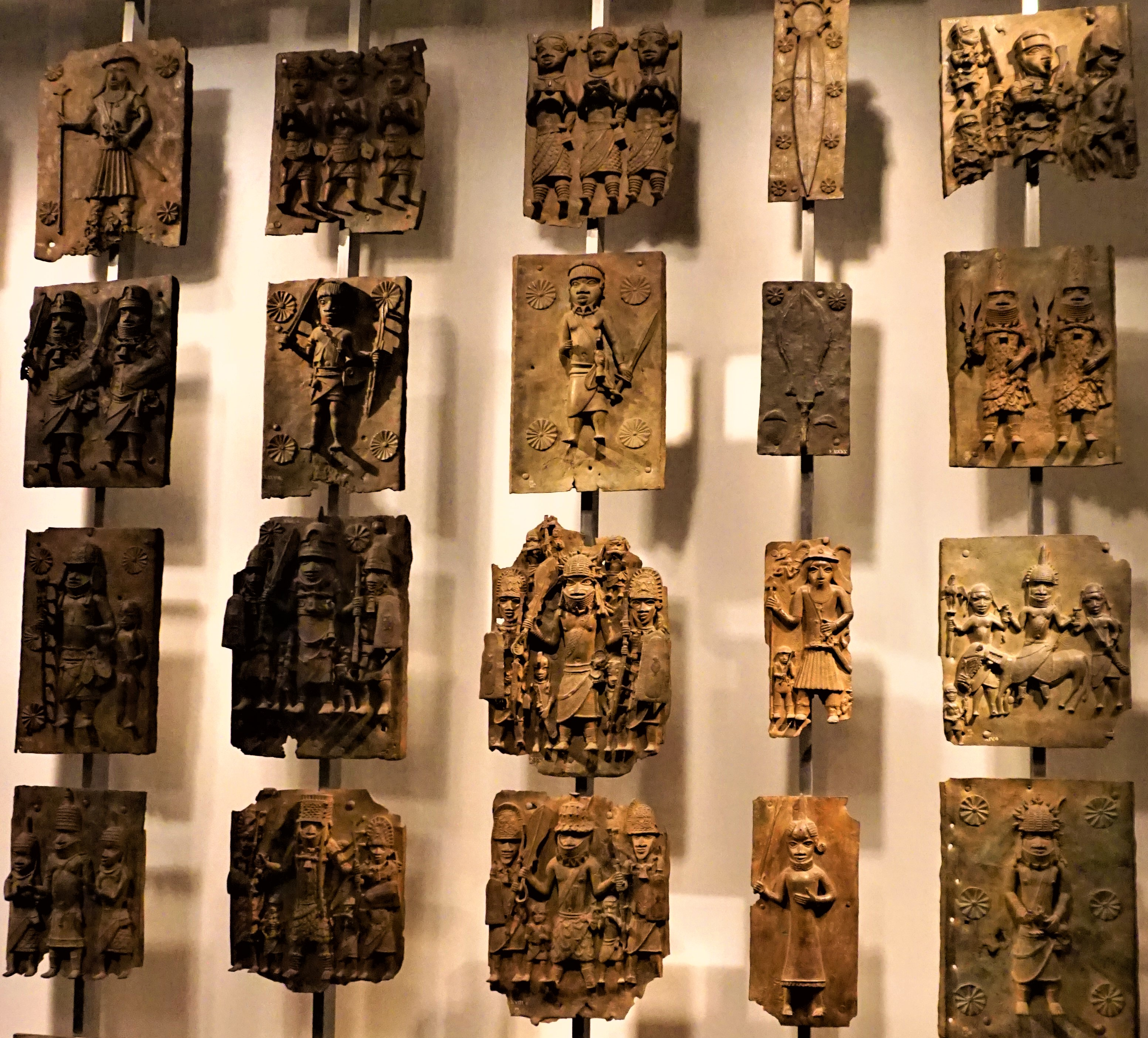
Vue partielle des plaques du palais de l'Oba (XVIe – XVIIe siècle) au British Museum.
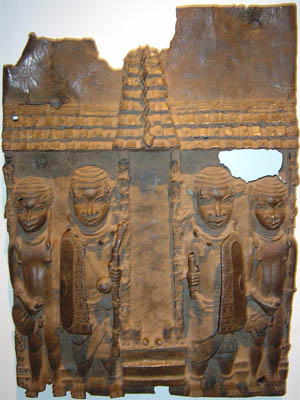
Plaque en laiton du XVIe siècle représentant l'entrée du palais de l'Oba du Bénin.
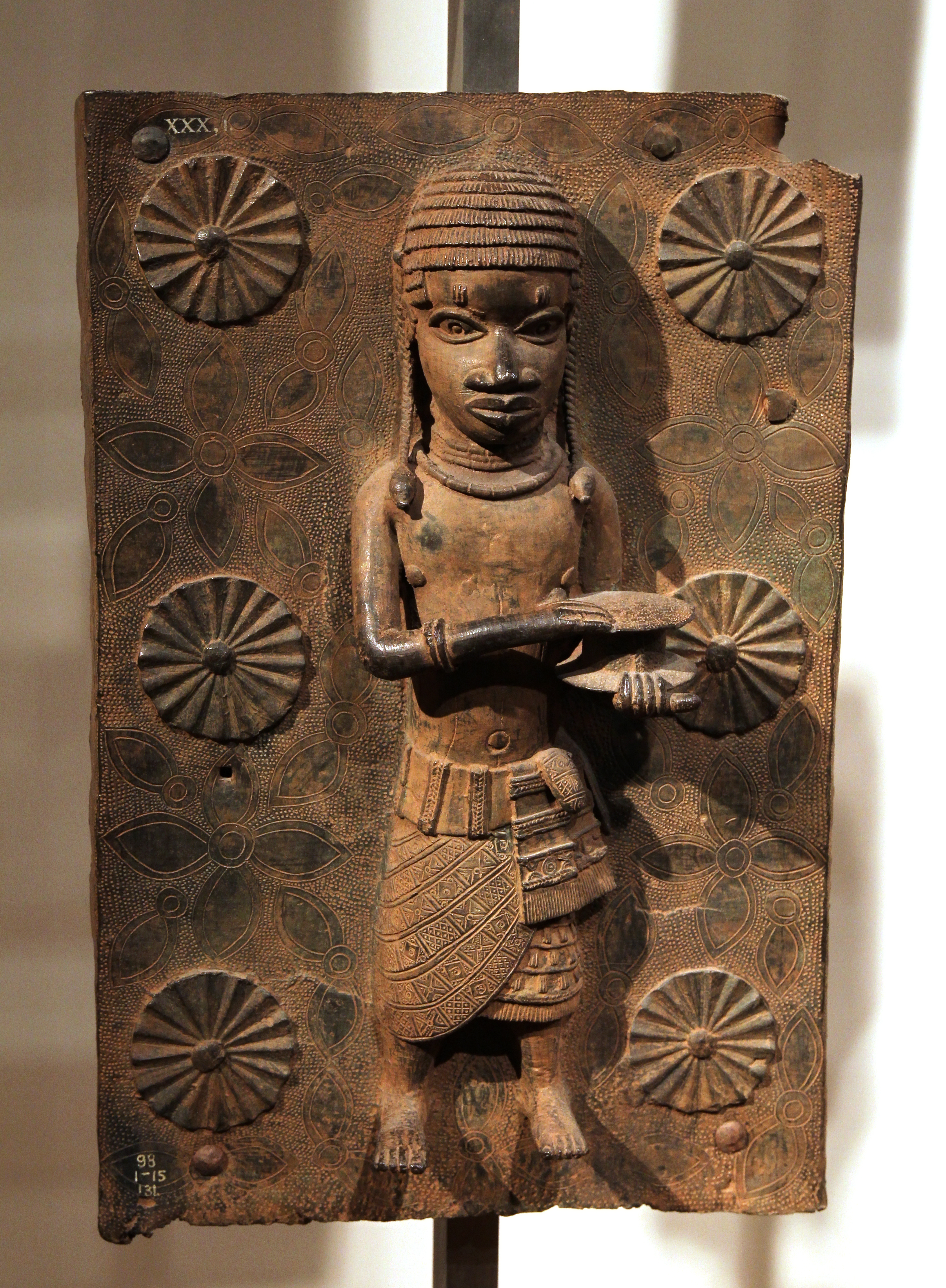
Plaque en relief en laiton moulé à la "cire perdue"[15]. H. 50 cm. British Museum, salle 25.
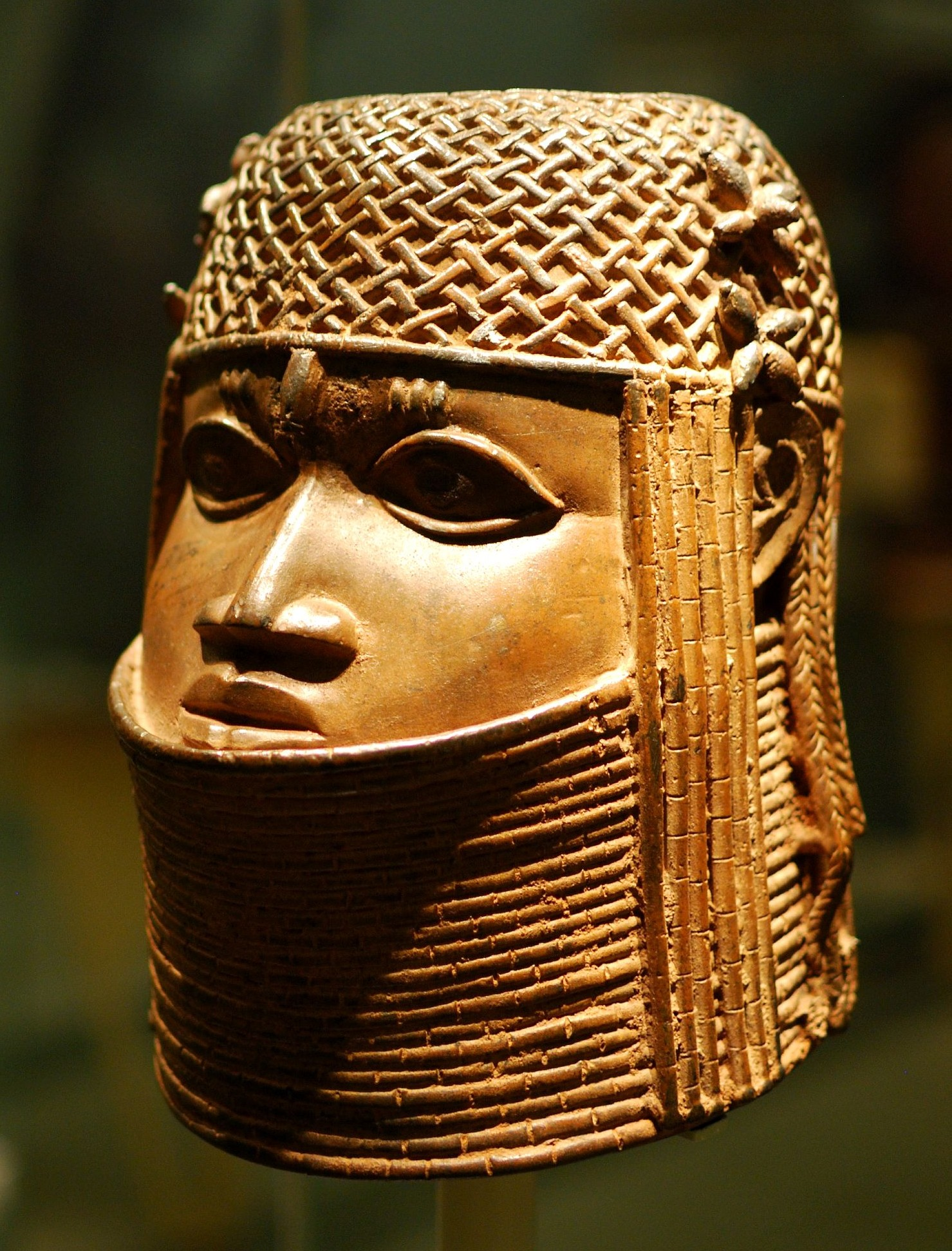
Tête d'un oba.
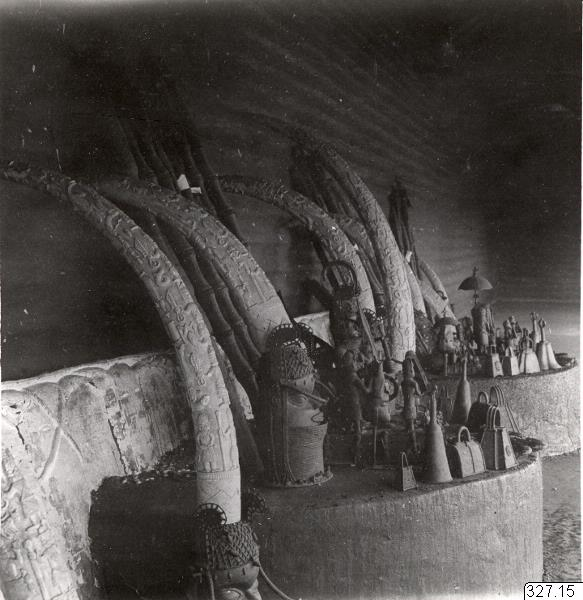
Deux des autels des ancêtres de l'Oba du Bénin (1er janvier 1936).

L'âge d'or du royaume du Bénin commence avec oba Ewuare, dit le Grand, qui régna de 1440 à 1473. Il commence par renforcer son pouvoir en créant d'autres catégories de chefs pour affaiblir le pouvoir du Uzama, et contrer les factions politiques. Il commence une série de conquêtes : Idah vers le nord, Owo et Akure en pays ibo, à l'ouest du Niger. Le royaume devient un empire, et Edo, qu'il fait fortifier, en est la métropole. Le oba a désormais une nature semi-divine, et Ewuare institue l'hérédité du titre.
C'est à la fin du règne d'Ewuare, en 1472, que Rui de Sequeira, un navigateur portugais, établit un premier contact avec le royaume du Bénin. Cependant, ce contact est sujet à controverse chez les historiens[Lesquels ?].
Le fils d'Ewuare, Ozolua le Conquérant, poursuit l'extension de l'Empire. Lagos devient une ville de garnison pour les troupes. En 1486, un autre navigateur portugais, João Afonso de Aveiro (pt), entre en contact avec le Royaume et des échanges d'ambassadeurs entre les deux pays vont s'établir, ainsi que des échanges commerciaux : le Bénin envoie du poivre, des peaux de léopards, de l'ivoire, des vêtements traditionnels, des objets artisanaux de bois et de terre cuite. En échange, les Béninois reçoivent vêtements, lunettes et surtout des armes à feu qui favorisent le pouvoir militaire et accélèrent encore l'expansion pendant tout le XVIe siècle. Les missionnaires portugais étaient censés convertir le oba au catholicisme, mais la position de celui-ci en tant que chef du culte de son peuple fait échouer ce projet[réf. nécessaire].
C'est avec le fils d'Ozolua, Oba Esigie, qui règne de 1504 à 1550, que le Royaume atteint son apogée, surtout dans le domaine des arts et de la culture. Des explorateurs anglais ont rapporté qu'Esigie pouvait lever une armée de vingt mille hommes dans la journée, et jusqu'à cent mille hommes si nécessaire. Esigie crée aussi le titre de reine mère pour fêter sa mère Idia ; les plus anciennes têtes de reine en laiton, un des chefs-d'œuvre de l'art béninois, datent de cette époque, tout comme les masques-pendentifs en ivoire aujourd'hui conservés dans plusieurs musées occidentaux[réf. nécessaire].
Esigie, dans un effort pour diffuser le christianisme auprès de son peuple envoie Ohen-Okun, le prêtre de Ughoton, comme ambassadeur auprès du roi du Portugal en échange de missionnaires catholiques, les deux rois échangent de nombreux cadeaux précieux. Esigie autorise aussi la construction d'églises dans les villes d'Ogbelaka, Idumwerie et Akpakpava. L'église Aruosa de Benin City est une survivance de cette époque[réf. nécessaire].
La première expédition britannique au Bénin date de 1553. Rapidement des échanges commerciaux s'établissent, notamment d'ivoire, d'huile de palme et de poivre.

### Déclin
En 1699, le Hollandais David van Nyendael décrit la visite qu'il a fait du royaume.  La description de Nyendael a été publiée en 1704 en annexe au Nauwkeurige Beschryving van de Guinese Goud-, tand- en Slave-kust de Willem Bosman.

### Fin
Dans les années 1880 et 1890, la pression des Britanniques se fait plus forte. Pour préserver l'indépendance du Royaume, le oba restreint petit à petit les exportations jusqu'à ce que celles-ci ne se fassent plus qu'en huile de palme[réf. nécessaire].
En 1897, le lieutenant Phillips demande un rendez-vous au oba Ovoramwen pour signer un traité demandant l'arrêt des sacrifices humains[réf. nécessaire]. Il se rend à Benin City avec un détachement de neuf hommes, alors qu'il n'a pas encore reçu de réponse. Cette venue est prise comme un acte de guerre par les Béninois et le lieutenant Phillips ainsi que sept de ses hommes sont massacrés[réf. nécessaire].
Les Britanniques lancent une expédition punitive. Une force de 1 200 hommes, dirigée par l'amiral Harry Rawson, prend Benin City, détruit la majeure partie du trésor royal et disperse le restant. Les restes de centaines de sacrifices humains seront découverts par les Britanniques[réf. nécessaire]. Le oba est forcé à l'exil vers Calabar, une lointaine ville du Nigeria. Dès 1897, la province du Warri est séparée du reste du Royaume. La guerre aboutit à la fin de l'indépendance du Royaume en 1900 où le Bénin est incorporé dans l'Empire colonial britannique à l'intérieur du protectorat du Sud Nigeria.
La monarchie du Bénin est rétablie en 1914, mais le oba n'a plus de réel pouvoir.
La chute de l'empire du Bénin est racontée en 1973 dans le film Ovonwamren Nogbaisi du réalisateur et scénariste Olawale Rotimila.
De nombreuses peuplades[évasif] actuelles ont leurs origines dans le royaume du Bénin : les Esans, les Ihohos, les Ikas… L'influence reste forte, même loin de ses bases : l'Itsekiri de Warri, l'Igbo de Onitsha et jusqu'au Kalabari Ijaw de Degema dans l'État de Rivers se réclament de la lignée royale bini[réf. nécessaire].
En 1975, l'ancien Dahomey prend le nom de République populaire du Bénin en souvenir du royaume du Bénin. Le nom de Bénin est conservé par ce pays lors de son changement de constitution en 1990.
Le précédent oba, Solomon Erediauwa II (en), possédait toujours, bien que ses fonctions ne soient pas officielles, une grande influence sur les peuplades des États nigérians actuels d'Edo et de Delta[réf. nécessaire]. Il a aboli les sacrifices humains, et conserva un rôle consultatif dans le gouvernement[réf. nécessaire]. L'actuel oba est Ewuaré II depuis 2016.
Une grande campagne a été lancée pour récupérer les pièces d'art distribuées dans les musées du monde entier après la prise de Benin City en 1897.

## Géographie

### Organisation du territoire national
L'étendue du Royaume varie selon les époques, mais une compilation de sources européennes du XVIIIe siècle indique qu'il était limité à l'ouest par le royaume d'Ardra dont la capitale était Allada (situé dans l'actuelle république du Bénin), au sud par la mer ainsi que les pays de Warri et Calabar.

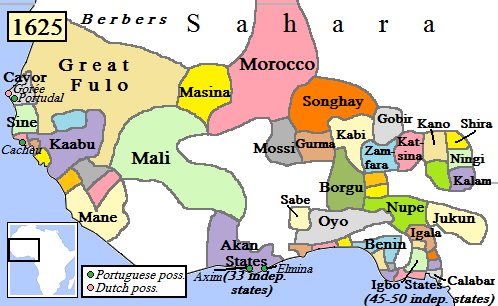
Royaume de Bénin et voisins en 1625.

Le royaume contrôlait également l'essentiel de la rivière de Bénin et la zone marécageuse constituée de multiples ruisseaux. La rivière et ses bras constituaient le point d'entrée des marchands européens qui y faisaient du commerce autour de quatre villes ou villages sur la rivière : Bododo (actuel Bobi au Nigeria), Gwato (actuel Ughoton), Arebo qui correspond soit à Sapele soit à Arogbo, ainsi qu'une ville que les Hollandais appelaient Meiberg.

### La capitale
Enfin, la ville d'Edo (ou Benin City), à l'intérieur des terres, était la capitale et le lieu de résidence de l'Oba et de sa cour. Les visiteurs européens ont donné de multiples descriptions de la ville, jusqu'à ce qu'elle soit détruite en 1897 par une expédition britannique.

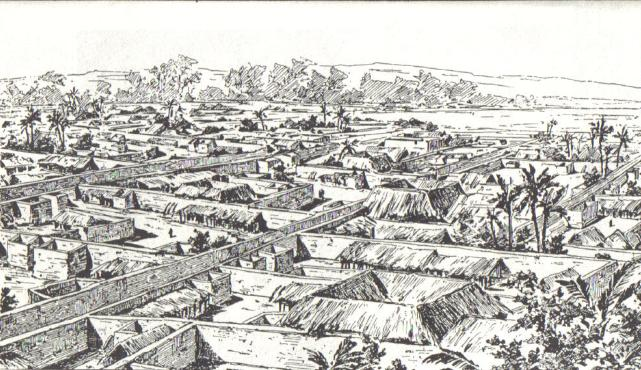
Dessin de la ville d'Edo (1897).

Les visiteurs ont surtout remarqué la largeur des rues et leur organisation en quadrillage :

« La Ville de Bénin, dit Artus de Dantzick paroît fort grande à la première vue. On entre d'abord dans une rue si spacieuse, que le même Ecrivain lui donne huit fois plus de largeur qu'à celles de Hollande. Elle traverse toute la Ville. [...] Elle est coupée par quantité d'autres rues de traverse qui sont fort droites & qui s'étendent à perte de vue. Histoire générale des voyages ou Nouvelle collection de toutes les relations de voyages par mer et par terre, 1748 »

Edo, tout comme Gwato, était une ville fortifiée. Selon les observateurs hollandais et anglais, tout un côté de la ville était protégé par un mur d'à peu près 3 mètres de haut, recouvert d'une sorte de toiture végétalisée, précédé par une fosse, tandis que le reste la ville était bordé d'une tranchée, à l'intérieur de laquelle une végétation épineuse faisait office de protection.
La résidence de l'Oba, plus qu'un palais, était un quartier à part entière, entouré d'un mur du même genre que celui qui entourait la ville. Ce quartier était constitué de diverses maisons et galeries, souvent bordées de piliers couverts de bas-reliefs en cuivre.
Edo a aussi la fausse réputation d'avoir été équipée d'un éclairage public constitué de lampe à huile de palme, et cela est vrai au moins pour une partie du quartier de résidence de l'Oba. Les habitants se déplaçaient également en grand nombre la nuit avec leurs propres lampes portatives, ce qui pouvait éclairer des parties entières de la ville.